# Roz (mannequin)
 (mai 2020).
Pour les articles homonymes, voir Roz.
Roz (née le 14 août 1992, Arabie saoudite), est un mannequin saoudien qui vit aux États-Unis. En 2013, elle commence sa carrière en intégrant des défilés de mode et connaît un grand succès. Elle gagne une grande notoriété en ligne et devient la mannequin arabe ayant le plus grand nombre d'abonnés, atteignant les dix millions sur Instagram.  

## Biographie
Son vrai nom est Rawan Abdullah Abu Zaid, mais elle est connue dans le monde arabe sous le nom de Roz ; elle est née en Arabie saoudite. Son père est originaire de Médine et sa mère originaire de Haïl. Elle a passé son enfance à la province de al-Sharqia, puis a déménagé à Riyad. 
Elle a décidé de déménager aux États-Unis dans le but d'étudier l'architecture d'intérieur. Elle y devient célèbre sur les réseaux sociaux après qu'elle a participé à des défilés de mode et des séances de photo, en plus de son travail de mannequin pour les produits cosmétiques de certaines marques,. Roz a remporté un succès impressionnants avec les plus grandes marques internationales, étant la première du golfe à avoir un succès de cet ampleur dans le monde de la mode. 
Elle fait la une des magazines de vie féminine dans le monde arabe, comme le magazine Sayidati.